# Alojz Ipavec

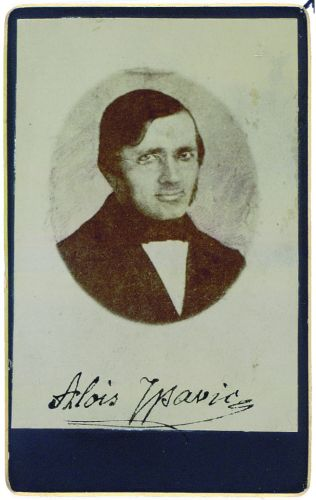
Alojz Ipavec

Alojz Ipavec (auch: Lojze Ipavic; * 20. Mai 1815 in Šentjur; † 17. Juli 1849 in Győr) war ein slowenischer Komponist.
Der Bruder von Gustav und Benjamin Ipavec besuchte das Gymnasium in Celje und studierte dann in Wien und Graz Medizin. Er arbeitete als Militärarzt in Ungarn. Wegen einer schweren Typhusinfektion nahm er sich durch einen Sprung aus einem Fenster das Leben. Unter seinen Kompositionen finden sich Walzer im Stil Johann Strauss’ und Joseph Lanners (Schneeglöckchen, Heimaths-Klänge, Sirenen-Walzer), eine Fantaisie en forme d'une Polonaise und ein Trauermarsch für Klavier sowie romantische Lieder nach deutschen und slowenischen Texten (Fahre wohl, Škerjanček).